# ألسويرث سنايدر
ألسويرث سنايدر (بالإنجليزية: Ellsworth Snyder)‏ هو ملحن وفنان وعازف بيانو أمريكي، ولد في 13 مايو 1931، وتوفي في 11 أغسطس 2005.

## وصلات خارجية
- ألسويرث سنايدر على موقع ميوزك برينز (الإنجليزية)